# Taxigramma elegantula
Taxigramma elegantula är en tvåvingeart som först beskrevs av Zetterstedt 1844.  Taxigramma elegantula ingår i släktet Taxigramma och familjen köttflugor.
Artens utbredningsområde är Sverige. Arten är reproducerande i Sverige. Inga underarter finns listade i Catalogue of Life.